# Zerubábel

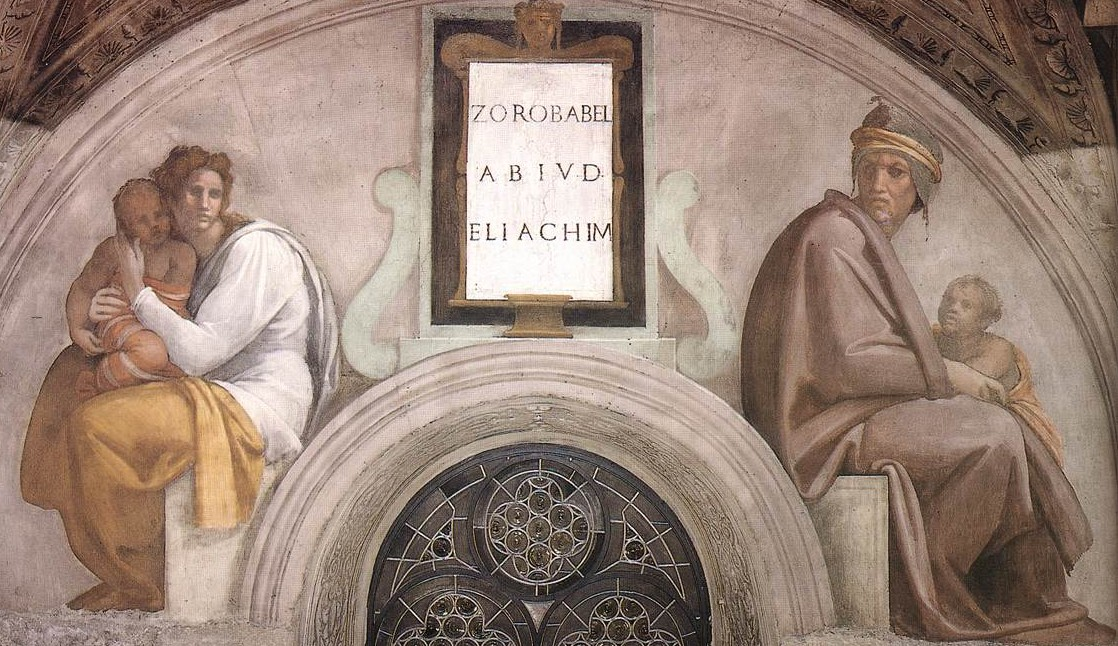
Zerubábel s potomky jako předkové Ježíše, Michelangelo: Sixtinská kaple

Zerubábel (hebrejsky זְרֻבָּבֶל, z akkadského Zér-Bábili, sémě Babylónu) či Zorobábel (z lat. Vulgáty) je starozákonní postava, vůdce izraelského lidu při návratu z babylonského zajetí. Byl vnukem předposledního judského krále Jójakína a posledním v řadě známých potomků krále Davida. Byl správcem judské provincie perské říše, která po dobytí Babylonu 539 př. n. l. umožnila návrat izraelitů do Judska. Zerubábel postavil druhý jeruzalémský chrám, který nahradil zničený chrám Šalomounův, a veleknězem se stal Jéšua, syn Jósadakův.